# Sojoez TMA-2
Sojoez TMA-2 (Russisch: Союз ТМА-2) was de tweede vlucht van de TMA variant van het bekende Sojoez ruimteschip. Deze missie moest de bemanning van ISS Expeditie 7 aflossen.

## Bemanning
Gelanceerde en gelande bemanning van ISS Expeditie 7
- Joeri Ivanovitsj Malentsjenko -  Rusland
- Edward Tsang Lu -  Verenigde Staten

Geland
- Pedro Duque - ESA  Spanje

## Missie parameters
- Massa 7136 kg
- Perigeum: 200 km
- Apogeum: 250 km
- Glooiingshoek: 51,7°
- omlooptijd: 88,7 min

## Gekoppeld aan het ISS
- Gekoppeld aan het ISS: 28 april 2003, 05:56 UTC (aan de nadir poort van de Zarya module)
- afgekoppeld van het ISS: 27 oktober 2003, 23:17 UTC (van de nadir poort van de Zarya module)

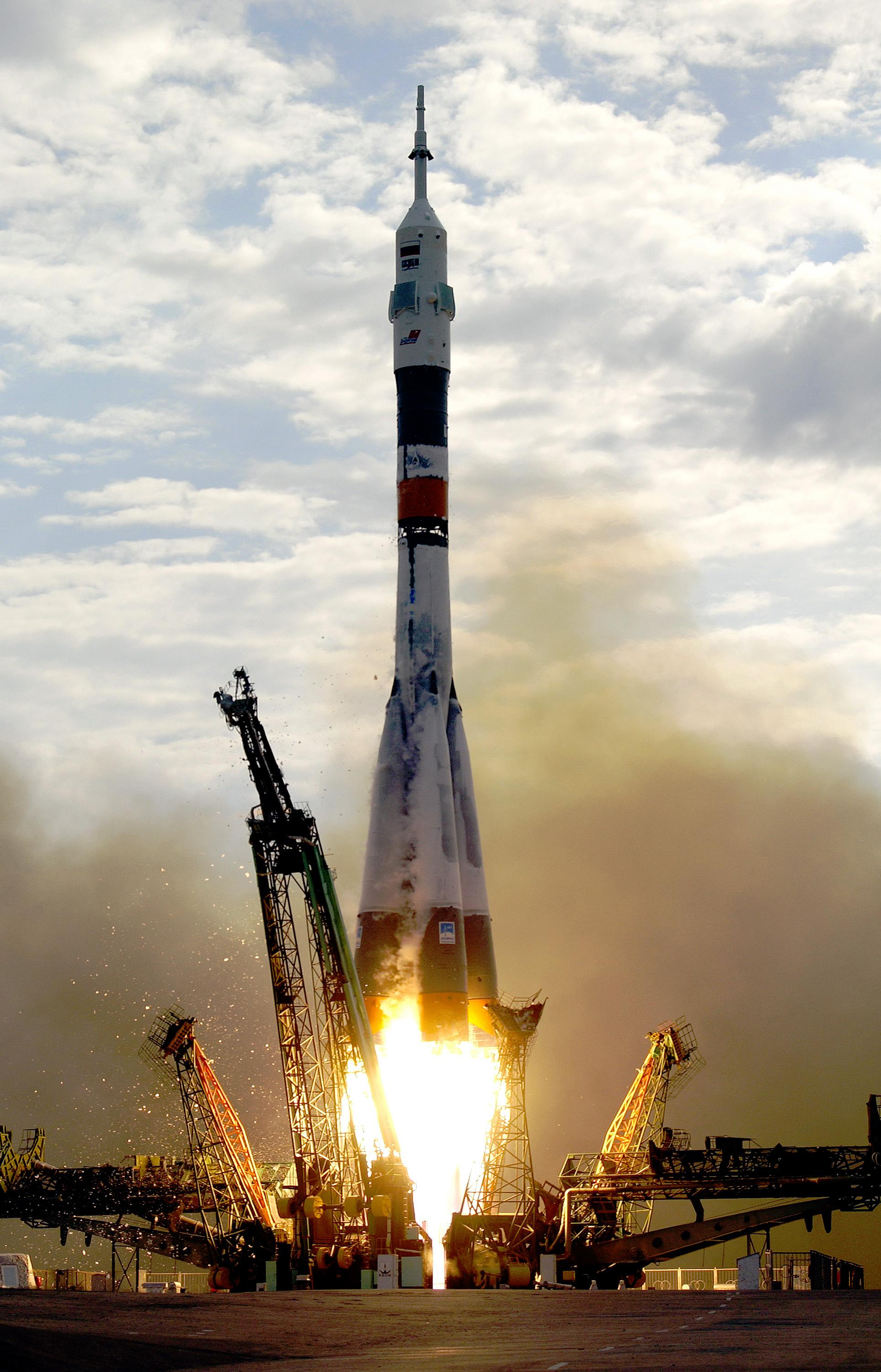
Sojoez TMA-2 lancering
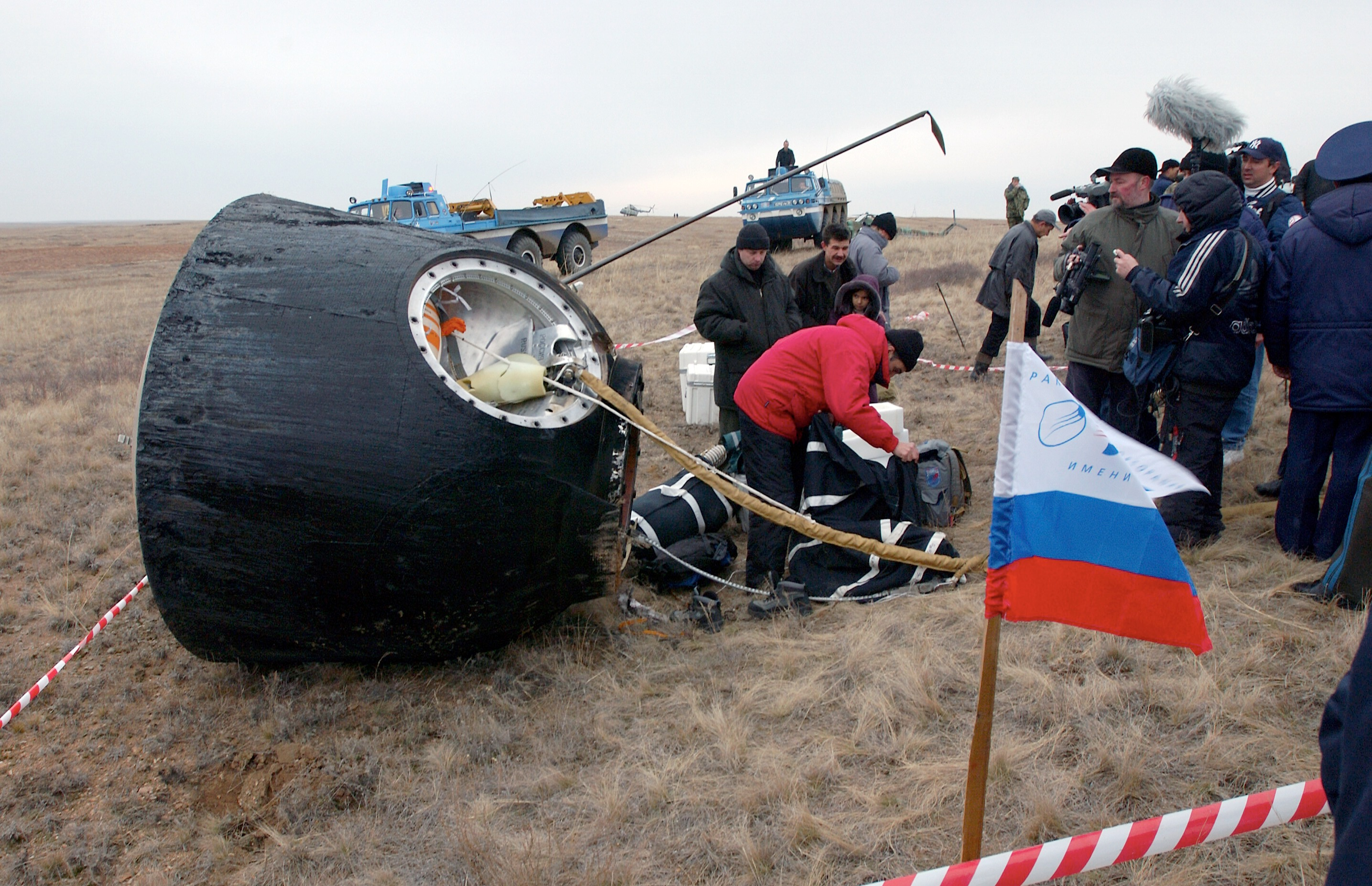
Sojoez TMA-2 landing

TMA-1 · TMA-2 · TMA-3 · TMA-4 · TMA-5 · TMA-6 · TMA-7 · TMA-8 · TMA-9 · TMA-10 · TMA-11 · TMA-12 · TMA-13 · TMA-14 · TMA-15 · TMA-16 · TMA-17 · TMA-18 · TMA-19 · TMA-01M · TMA-20 · TMA-21 · TMA-02M · TMA-22 · TMA-03M · TMA-04M · TMA-05M · TMA-06M · TMA-07M · TMA-08M  · TMA-09M · TMA-10M · TMA-11M · TMA-12M · TMA-13M · TMA-14M · TMA-15M · TMA-16M · TMA-17M · TMA-18M · TMA-19M · TMA-20M